# Exodromidia spinosa
Exodromidia spinosa is een krabbensoort uit de familie van de Dromiidae. De wetenschappelijke naam van de soort is voor het eerst geldig gepubliceerd in 1883 door Studer.